# Guaraciaba do Norte
Guaraciaba do Norte est une municipalité brésilienne de l’État du Ceará. En 2015, elle compte 39 151 habitants.

## Source
- (pt) Cet article est partiellement ou en totalité issu de l’article de Wikipédia en portugais intitulé « Guaraciaba do Norte » (voir la liste des auteurs).